# Stara-Robota-Hütte
Die Stara-Robota-Hütte (pl. Schronisko na Starorobociańskiej Równi) lag in Polen auf 1347 m n.p.m. in der Westtatra im Tal Dolina Starorobociańska auf den Hängen des Starorobociański Wierch. Das Gebiet gehört zur Gemeinde Kościelisko.

## Geschichte
Die Hütte wurde 1938 errichtet. Die Hütte wurde von 1943 bis 1946 von polnischen Widerstandskämpfern genutzt. Im Dezember 1946 wurde sie bei Kämpfen zwischen Widerstandskämpfern und den sowjetischen Soldaten zerstört. Sie wurde bis heute nicht wieder aufgebaut. Die Reste des Gebäudes sind von dem Wanderweg im Tal Dolina Starorobociańska gut sichtbar.